# Холлифорт

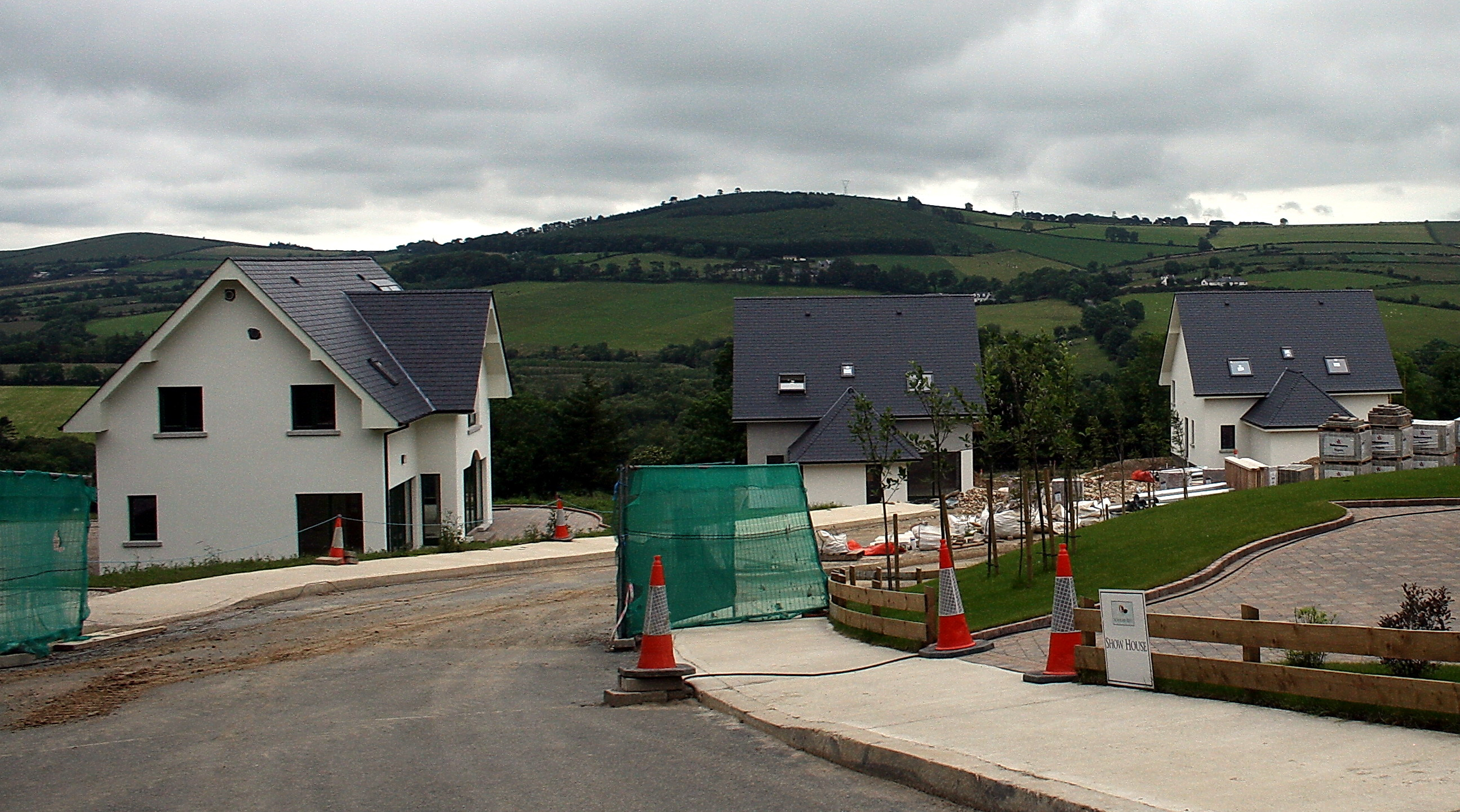

Холлифорт (англ. Hollyfort; ирл. Ráth an Chuilinn) — деревня в Ирландии, находится в графстве Уэксфорд (провинция Ленстер) в пяти километрах северо-западнее Гори.